# Aglaia pyriformis
Aglaia pyriformis là một loài thực vật thuộc họ Meliaceae đặc hữu của Philippines.